# Teagueia tentaculata
Teagueia tentaculata är en orkidéart som beskrevs av Carlyle August Luer och Alexander Charles Hirtz. Teagueia tentaculata ingår i släktet Teagueia och familjen orkidéer. Inga underarter finns listade i Catalogue of Life.